# Condado de Polk (Iowa)
El condado de Polk (en inglés: Polk County, Iowa), fundado en 1846, es uno de los 99 condados del estado estadounidense de Iowa. En el año 2000 tenía una población de 374 601 habitantes con una densidad poblacional de 273 personas por km². La sede del condado es Des Moines.

## Geografía
Según la Oficina del Censo, el condado tiene un área total de 1533 km² (591,9 mi²), de la cual 1474 km² (569,1 mi²) es tierra y 60 km² (23,2 mi²) es agua.

### Condados adyacentes
- Condado de Boone noroeste
- Condado de Story norte
- Condado de Jasper este
- Condado de Marion sureste
- Condado de Warren sur
- Condado de Madison suroeste
- Condado de Dallas oeste

## Demografía
En el 2000 la renta per cápita promedia del condado era de $46 116, y el ingreso promedio para una familia era de $56 556. El ingreso per cápita para el condado era de $23 654. En 2000 los hombres tenían un ingreso per cápita de $37 182 contra $28 000 para las mujeres. Alrededor del 7.90% de la población estaba bajo el umbral de pobreza nacional.
| 1900   | 1910    | 1920    | 1930    | 1940    | 1950    | 1960    | 1970    | 1980    | 1990    | 2000    | Est.2008 |
| ------ | ------- | ------- | ------- | ------- | ------- | ------- | ------- | ------- | ------- | ------- | -------- |
| 82 624 | 110 438 | 154 029 | 172 837 | 195 835 | 226 010 | 266 315 | 286 101 | 303 170 | 327 140 | 374 601 | 424 778  |

## Lugares

### Ciudades
| - Alleman - Altoona - Ankeny - Bondurant - Carlisle | - Clive - Des Moines - Elkhart - Granger - Grimes | - Johnston - Mitchellville - Norwalk - Pleasant Hill - Polk City | - Runnells - Sheldahl - Urbandale - West Des Moines - Windsor Heights |

### Otros lugares
- Berwick
- Enterprise
- Farrar

### Principales carreteras
| - Interstate 35 - Interestatal 80 - Interestatal 235 - U.S. Highway 6 - U.S. Highway 65 - U.S. Highway 69 - Carretera de Iowa 5 | - Carretera de Iowa 17 - Carretera de Iowa 28 - Carretera de Iowa 141 - Carretera de Iowa 160 - Carretera de Iowa 163 - Carretera de Iowa 415 |